# شهرستان ریموسکی-نژت
شهرستان ریموسکی-نژت (به انگلیسی: Rimouski-Neigette) یک منطقهٔ مسکونی در کانادا است که در Bas-Saint-Laurent واقع شده‌است. شهرستان ریموسکی-نژت ۲٬۹۴۶٫۱۰ کیلومتر مربع مساحت و ۵۵٬۰۹۵ نفر جمعیت دارد.